# 베아트릭스 포터
비아트릭스 포터(영어: Beatrix Potter, 1866년 7월 28일 ~ 1943년 12월 22일)는 영국의 아동문학 작가이자 일러스트 작가로, 평생 환경 보호에 헌신한 환경 운동가이기도 하다.
포터는 영국 문학계의 살아있는 신화이자, 대표적인 아동 문학 작가로 기억되며, 지난 100년 동안 전 세계 1억 5천만부 이상 판매되며, 30개 언어로 번역된 동화의 《피터 래빗》 작가로 유명하다. 피터 래빗의 캐릭터는 20세기는 물론 21세기에도 아이들의 사랑을 받고 있다.

## 생애
포터는 1866년 영국의 런던의 니어 소리라는 작은 마을에서 방적 공장을 경영하는 상류층 가정의 외동딸로 태어났다. 그녀는 어린 시절 유독 조용하고 수줍음이 많았다고 알려진다. 평소 동물을 너무나도 좋아해, 집안에 토끼부터 개구리, 고슴도치, 심지어 박쥐까지 많은 동물들을 길렀으며, 또한 그림이나 이야기를 만들면서 풍부한 상상력으로 동물을 배경으로 하는 일러스트를 그리거나 관련 소설을 쓰는 것도 매우 좋아했다.
1882년 그녀가 16세때 가족들과 함께 영국 북서부 지역인 레이크 디스트릭으로 휴가를 떠났는데, 이 때 그녀는 그 곳의 아름다운 풍경에 감동하며, 마음을 완전히 사로 잡힌다. 이 곳은 포터가 어린 시절부터 동물들을 관찰해 《피터 래빗》의 탄생 배경이 되었던 장소이기도 하다. 유복한 가정의 외동딸로 엘리트 코스만을 밟고 자란 포터는, 뼈대 있는 집안의 남자를 만나 결혼을 올리는 것이 당대 여성들의 목표였던 것에 반해 그녀는 오직 자기가 좋아하는 일에만 몰두했다.
그런 포터에게 자신의 재능을 믿어주며, 《피터 래빗》의 출판에 큰 도움을 준 워렌사의 편집자 노만 워른과 점차 사랑에 빠지게 되고, 둘만의 미래를 약속하게 된다. 하지만 그녀의 부모님의 반대를 받게 된다.
1902년 프레드릭 워런 출판사에서 《피터 래빗》 이 첫 발간되었는데, 이는 그녀가 쓴 최초의 문학 소설이었다. 또한 《피터 래빗》은 발간과 동시에 엄청난 판매량을 기록하게 되었고, 이후 많은 사람들의 사랑을 받으며, 그녀를 좋아하게 되었고, 그녀 역시 이름을 널리 알리게 된다.

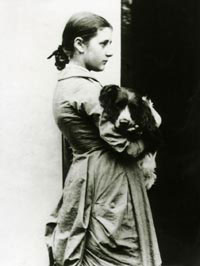
15세 때의 모습

1905년 포터는 레이크 디스트릭트에 거주지를 옮긴 후, 그동안 책을 팔아 모은 돈과 자신의 유산을 모두 합쳐 그 곳의 땅과 농장, 집을 구입했다. 그녀가 그 곳에 땅을 사게 된 이유는 개발 위기에 놓인 레이크 디스트릭트가 더 이상 파괴되기를 원하지 않았기 때문이다. 이후 포터는 농장 14곳과 집 20채, 땅 4000에이커(약 500만 평)를 환경단체 내셔널 트러스트에 기증하였다.
그해 노먼 워런은 포터에게 청혼하고 한 달 뒤 갑작스러운 지병으로 세상을 떠나게 된다. 이에 충격을 받은 포터는 더욱 일에만 몰두하며, 40세가 넘도록 홀로 지내었고, 47세에 자신의 변호사인 윌리엄 힐리스와 결혼하였다. 그녀의 어머니는 결혼을 반대했다고 한다.
1936년에 월트 디즈니로부터 《피터 래빗》을 영화로 만들자는 제안을 거절하기도 하였다. 1943년 12월 22일 랭카셔 주의 니아소리에서 77세를 일기로 사망하였다. 포터는 《피터 래빗》 의 탄생 배경이 된 500만 평에 이르는 땅과 농장, 저택을 기부하며 자연 그대로 잘 보존해 달라는 단 한가지 유언을 남겼다. 현재까지도 포터의 유언대로 피터 래빗이 탄생한 "레이크 디스트릭"은 영국의 보호를 받으며 보존되고 있다. 또한 그녀는 막대한 유산을 상속받았음에도 불구하고 평생을 작은 시골마을 힐탑에서 살면서, 오늘날 영국을 대표하는 민간단체 중의 하나인 내셔널 트러스트 운동에 매진하기도 하였다.
포터가 사망한 3년후인 1946년 힐탑에 있는 그녀의 집이 대중에 공개되었고, 현재까지도 매년 7만 5천 명의 관광객들이 다녀가고 있다.

## 베아트릭스 포터 갤러리
영국 컴브리아 혹스헤드에 있는 전시관으로, 포터의 남편의 윌리엄 힐리스의 변호사 사무실이었다. 포터가 직접 그린 스케치와 수채화를 감상할 수 있으며, 포터의 일생과 관련된 자료와 유품들이 전시되었다. 현재 내셔널 트러스트에서 운영하고 있다. 또한 레이크 디스트릭에 있는 베아트릭스 포터 월드에는 포터의 일생을 보여주는 동영상과 작품 속 주인공들과 인형들이 전시되고 있다.

## 평가
하지만 이렇게 위대한 업적을 남긴 포터였음에도 불구하고, 최근 그녀를 비판적이고 부정적으로 보는 사람들이 늘고 있다. 이유는 그녀가 어릴 적 작은 동물들을 몰래 반입했다는 이야기가 밝혀지면서이다.
또한 그녀는 지의류가 균류와 조류의 공생 관계임을 밝힌 사람이었다. 하지만 당시에는 여성이 발표할 수 없어서, 삼촌이 대신 발표해야 했다는 일도 있었다. 이 논문을 비난한 린네 협회는 1997년 공식적으로 사과하였다.
1920년대에 접어들어 그녀의 시력도 점점 퇴화되어 소설을 쓸 수 없는 상황까지 이르렀으나, 1930년대 초 그녀의 마지막 작품인 《꼬마 돼지 로빈슨 이야기》를 발표했다.

## 저서
- 피터 래빗 (1902년)
- 다람쥐 넛킨 이야기 (1903년)
- 재봉사 글로스터 이야기 (1903년)
- 벤자민 토끼 이야기 (1903년)
- 2마리의 못된 쥐들 이야기 (1904년)
- 티기 윙클 아줌마 이야기 (1905년)
- 파이와 패티팬의 이야기 (1905년)
- 제레미 피셔 아저씨 이야기 (1906년)
- 험악한 나쁜 토끼 이야기 (1906년)
- 미스 모펫 이야기 (1906년)
- 톰 키튼 이야기 (1907년)
- 제미마 퍼들덕 이야기 (1908년)
- 사무엘 위스커스 혹은 롤리폴리 푸딩 이야기 (1908년)
- 꼬마 토끼 플롭시의 이야기 (1909년)
- 진저와 피클 이야기 (1909년)
- 티틀 마우스 아줌마 이야기 (1910년)
- 티미 팁토스 이야기 (1911년)
- 토드 아저씨 이야기 (1912년)
- 피글링 블랜드 이야기 (1913년)
- 애플리 댑플리의 동요 (1917년)
- 조니 타운의 생쥐 이야기 (1918년)
- 세실리 파슬리의 동요 (1922년)
- 꼬마 돼지 로빈슨 이야기 (1930년)

## 그외 도서
- 피터 래빗의 그림 책 (1911년)
- 톰 키튼의 그림 책 (1917년)
- 제미마 퍼플 덕의 회화 책 (1925년)
- 피터 래빗의 1929 연감 (1928년)
- 요정 캐러밴 (1929년)
- 여동생 앤 (일러스트 by 캐서린 스터지스) (1932년)
- Wag-by-Wall (일러스트 by J. J. 란케스) (1944년)
- 성실한 비둘기 (일러스트 by 마리에 앤젤) (1955년, 1970년)
- 교활한 늙은 고양이 (1906년 완성, 1971년 첫 출판)
- 터퍼니의 이야기 (일러스트 by 마리에 앤젤) (1973년)

## 영화
- 미스 포터 - 2007년 개봉된 러네이 젤위거 주연의 영화로, 베아트릭스 포터의 일생과 사랑을 다룬 영화이다.[5]